# BY Дракона
BY Дракона — це кратна зоряна система в сузір'ї Дракона, яка складається принаймні з трьох компонентів. Компоненти A і B є зорями головної послідовності й утворюють тісну подвійну систему з коротким орбітальним періодом — лише 5,98 дня. Їхні індивідуальні спектральні класи — dK5e та dK7e.
Зоря BY Дракона є прототипом окремого класу змінних зір — так званих змінних зір типу BY Дракона.
Третій компонент системи, С, віддалений від пари AB на кутову відстань 17 кутових секунд, що відповідає 260 астрономічним одиницям (а. о.) на розрахунковій відстані до цієї зоряної системи (астрономічна одиниця — це середня відстань від Землі до Сонця, 150 млн км). Компонент С — це червона карликова зоря класу М5.
Крім того, у системі, можливо, є й четвертий компонент, який обертається на орбіті з періодом менш як 1000 днів, відповідальний за ексцентриситет 5,98-денної орбіти, але візуально його наявність не підтверджена.
Варіативність BY Дракона обумовлена явищами фотосфери, які називаються зоряними плямами, подібними до сонячних плям, а також швидким обертанням, що змінює кут спостерігання цих явищ для земного спостерігача. Ці варіації мають середню періодичність 3,8285 дня, але яскравість змінюється також протягом кількох років — залежно від рівня поверхневої активності. Більшість спостерігачів вважають, що мінливість зумовлюється головною зорею (компонентом А), оскільки друга зоря системи генерує лише третину загальної світності. Однак плями можуть виникати на обох зорях. На відміну від Сонця, вони можуть виникати в полярних областях зір.
Вивчаючи BY Дракона, можна уявити, який вигляд мало молоде Сонце на зорі своєї еволюції, ще до того, як у його ядрі розпочалися термоядерні реакції. На BY Дракона утворюються гігантські плями або їх групи, що покривають близько чверті видимої поверхні зорі, позаяк на сучасному Сонці плями займають лише тисячні частки площі його диска.
BY Дракона обертається навколо осі всемеро швидше за наше світило (один оберт за 4 доби) і завдяки плямам періодично розгорається і тьмяніє. Загальна площа плям повільно коливається з часом, змінюючи яскравість зірки на 30 % з циклом 50—60 років. Якби так само поводилося Сонце, уся Земля перетворювалася б то на Антарктиду, то на Сахару.